# Stig Olin
Pour les articles homonymes, voir Olin.
Stig Olin est un acteur, réalisateur, scénariste, metteur en scène, directeur et producteur de radio et auteur-compositeur-interprète suédois, né le 11 septembre 1920 à Stockholm, ville où il est mort le 28 juin 2008.

## Biographie
Au cinéma, Stig Olin est acteur dans quarante-cinq films suédois sortis de 1940 à 1956, avant deux ultimes (réalisés par Hans Alfredson) sortis en 1987 et 1988.
En particulier, il contribue à six films d'Ingmar Bergman, dont Vers la joie (1950, avec Maj-Britt Nilsson et Victor Sjöström) et Jeux d'été (1951, avec Maj-Britt Nilsson et Alf Kjellin). Mentionnons également Tourments d'Alf Sjöberg (1944, avec Stig Järrel, Alf Kjellin et Mai Zetterling) et La Femme sans visage de Gustaf Molander (1947, avec Anita Björk, Gunn Wållgren et Alf Kjellin).
Il est également réalisateur (dix films de 1953 à 1958, l'avant-dernier étant Tu es mon aventure (sv), avec Gunnar Björnstrand et Bibi Andersson) et scénariste (huit films de 1953 à 1959), cumulant souvent ces deux fonctions, parfois avec celle d'acteur.
À la télévision, Stig Olin apparaît dans la série américaine Foreign Intrigue, créée par Lars-Eric Kjellgren et Steve Previn et tournée dans les studios de la Svensk Filmindustri (quatre épisodes, diffusés en 1952-1953), puis dans trois autres séries (suédoises) en 1988, 1989 et 1991 (sa dernière prestation à l'écran).
En 1959, à son quasi-retrait du cinéma, il intègre la radio publique suédoise (Sveriges Radio), où il est producteur, ainsi que directeur des programmes de 1972 à 1980.
Au théâtre, Stig Olin est acteur (dès les années 1940) et metteur en scène. Entre autres, il dirige la création suédoise en 1978 de la comédie musicale A Little Night Music (musique et lyrics de Stephen Sondheim), avec Zarah Leander dans le rôle de Mme Armfeldt.
Enfin, il est connu comme auteur-compositeur-interprète de quelques chansons (ex. : Julia, Julia qu'il enregistre sur microsillon en 1951).
Il est le père de l'actrice Lena Olin (née en 1955).

## Filmographie

### Au cinéma

#### Comme acteur uniquement (sélection)
- 1941 : Striden går vidare de Gustaf Molander
- 1941 : Den ljusnande framtid de Gustaf Molander
- 1943 : La Femme en noir (en) (Anna Lens) de Rune Carlsten
- 1943 : La Parole (Ordet) de Gustaf Molander
- 1944 : Tourments (Hets) d'Alf Sjöberg
- 1945 : Deux Êtres (Två människor) de Carl Theodor Dreyer
- 1946 : Crise (Kris) d'Ingmar Bergman
- 1946 : Neiges sanglantes (en)(Rötägg)  d'Arne Mattsson
- 1947 : La Femme sans visage (Kvinna utan ansikte) de Gustaf Molander
- 1948 : Var sin väg (en) de Hasse Ekman
- 1948 : Ville portuaire (Hamnstad) d'Ingmar Bergman
- 1948 : Sensualité (Eva) de Gustaf Molander
- 1949 : Farlig vår (en) d'Arne Mattsson
- 1949 : La Prison (Fängelse) d'Ingmar Bergman
- 1949 : Flickan från tredje raden (en) de Hasse Ekman
- 1950 : Vers la joie (Till glädje) d'Ingmar Bergman
- 1950 : Cela ne se produirait pas ici (Sånt händer inte här) d'Ingmar Bergman
- 1950 : Kvartetten som sprängdes de Gustaf Molander
- 1951 : Jeux d'été (Sommarlek) d'Ingmar Bergman
- 1951 : Frånskild de Gustaf Molander
- 1953 : Barabbas d'Alf Sjöberg
- 1987 : Jim och piraterna Blom de Hans Alfredson
- 1988 : Vargens tid de Hans Alfredson

#### Comme réalisateur (intégrale)
(+ autres fonctions le cas échéant)
- 1953 : I dur och skur, avec Alice Babs (+ scénariste)
- 1953 : Resan till dej, avec Alice Babs, Stig Järrel (+ acteur et scénariste)
- 1954 : Gula divisionen, avec Hasse Ekman, Lars Ekborg, Mona Malm (+ acteur et scénariste)
- 1955 : Mord, lilla vän, avec Mimi Pollak (+ acteur et scénariste)
- 1955 : Hoppsan !, avec Harriet Andersson, Ingrid Thulin
- 1956 : Swing it, fröken, avec Alice Babs, Gösta Ekman (+ acteur et scénariste)
- 1956 : Rasmus, Pontus och Toker, avec Stig Järrel (+ acteur)
- 1957 : Gäst i eget hus, avec Anita Björk, Alf Kjellin, Lars Ekborg (+ scénariste)
- 1958 : Tu es mon aventure (Du är mitt äventyr), avec Gunnar Björnstrand, Bibi Andersson (+ scénariste)
- 1958 : Flottans överman, avec Harriet Andersson

#### Comme scénariste uniquement
- 1959 : Det svänger på slottet d'Alf Kjellin

### À la télévision (sélection)
(comme acteur)
- 1952-1953 : Foreign Intrigue, série
  - Saison 1, épisode 15 The Radio Message (1952) et épisode 30 The Perfect Plan (1952)
  - Saison 2, épisode 20 Bohemian Glass (1953) de Marcel Cravenne et épisode 31 Spy-Plane Story (1953) de Marcel Cravenne

## Théâtre (sélection)
(à Stockholm, comme metteur en scène, sauf mention contraire)
- 1946 : La Nuit des rois, ou Ce que vous voudrez (Twelfth Night, or What you will - titre suédois : Trettondagsafton) de William Shakespeare, mise en scène d'Alf Sjöberg, avec Viveca Lindfors, Ulf Palme, Inga Tidblad, Mai Zetterling (comme acteur ; Théâtre dramatique royal, Kunglika Dramatiska Teatern en suédois, abrégé Dramaten)
- 1954 : La Petite Maison de thé (Tehuset Augustimånen) de John Patrick (Strindbergs Intima Teater)
- 1969 : Garden Party d'Alan Ayckbourn (Vasateatern)
- 1971 : The Men from the Ministry (I plommonstop och paraply) d'Edward Taylor et John Graham, avec Gunnar Björnstrand, Stig Järrel (Sveriges Radioteatern)
- 1978 : A Little Night Music, comédie musicale, musique et lyrics de Stephen Sondheim, livret de Hugh Wheeler, d'après le film Sourires d'une nuit d'été (1955) d'Ingmar Bergman, avec Zarah Leander (Folkteatern, abrégé Folkan)